# Метальна міна

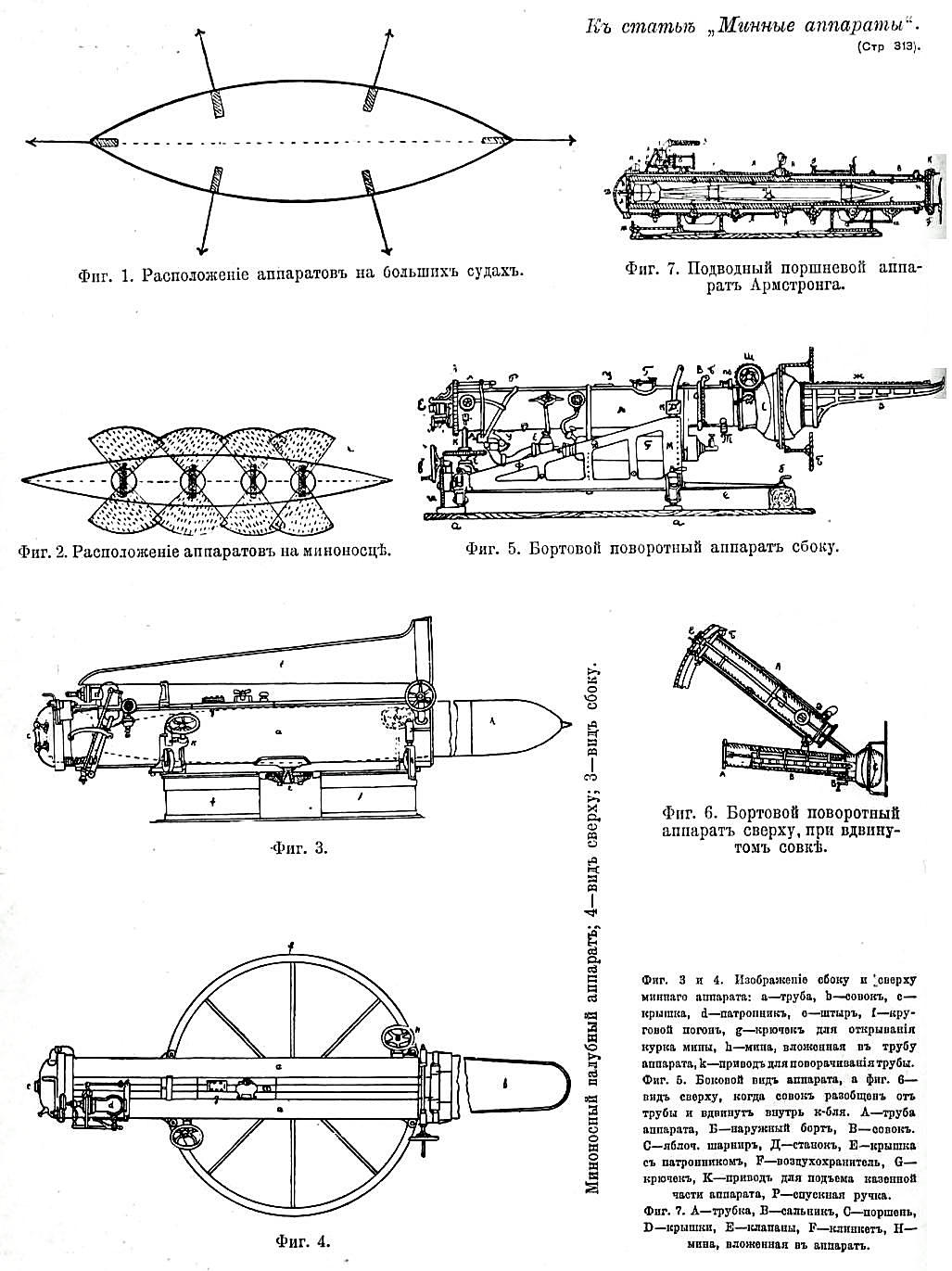
Малюнки зі статті «Мінні апарати» («Військова енциклопедія Ситіна»)

Метальна міна — боєприпас, в останній чверті XIX століття вважався альтернативою першим торпедам (головним чином в силу багато меншої вартості метальної міни — а також її більшої надійності і простоти виробництва і експлуатації). 10-дюймовий (254-міліметровий) морський міномет (точніше — метальний мінний апарат) метав міну, споряджену приблизно 25 кілограмами динаміту чи піроксиліну на дальність близько 40 метрів (при цьому міна рухалася за інерцією в воді).
Морські метальні міни були особливо популярні в Росії. З 106-ти міноносок, які мав в 1900 році Російський імператорський флот (будівництво міноносок в Росії почалося в 1877 році), на 49-ти були все ще встановлені метальні мінні апарати, на 43-х — «постійні» (нерухомі) мінні (торпедні) апарати для самохідних мін (торпед; в Росії їх називали також «мінами Вайтхеда») і на 14-ти — поворотні мінні апарати для самохідних мін. Крім того, метальними мінами ще в 1905 році озброювалися всі без винятку мінні катери, носіями яких були ескадрені броненосці і крейсери 1-го рангу Російського Імператорського Флоту (у всіх випадках — по два катери на корабель).